# Abd el-Ouahed ben Messaoud

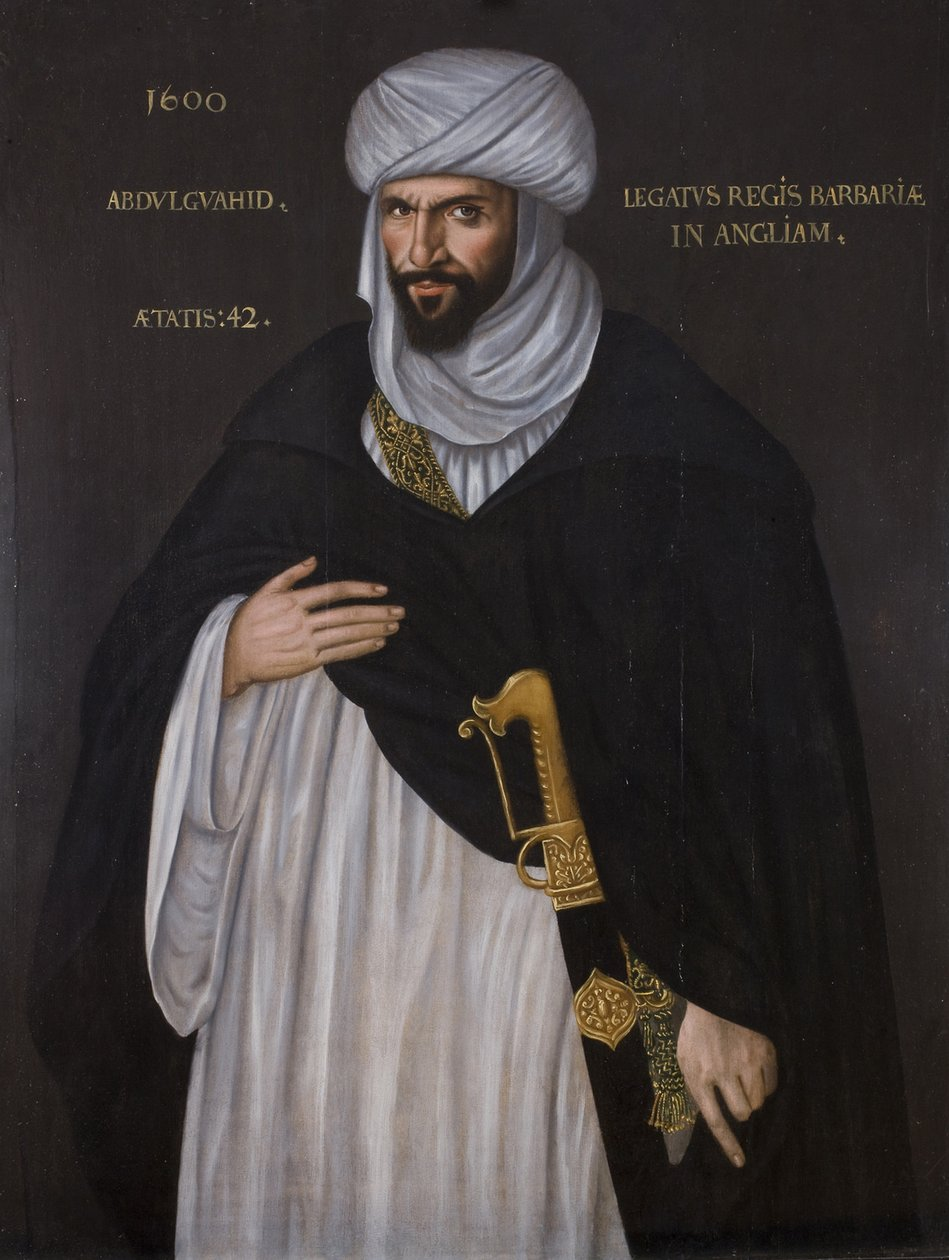
Abd el-Ouahed ben Messaoud Bah Mahadshah, morisk ambassadör av Barbareskstaterna vid drottning Elisabet I:s hov på 1600-talet.

Abd el-Ouahed ben Messaoud ben Mohammed Anoun, född 1558, död okänt år, var den marockanska regenten Ahmad al-Mansurs chefssekreterare, och ambassadör vid Elisabet I:s hov på 1600-talet för att främja bildandet av en anglo-marockansk allians.
Abd el-Ouahed ben Messaouds besök följde skeppet The Lions segling år 1551, och 1585 års bildande av det engelska Barbary Company, vars mål var att utveckla handeln mellan England och Marocko. Diplomatiska relationer och en allians bildades mellan Elisabet och Barbareskstaterna.
Under den sista delen av 1500-talet inträffade stora engelska framgångar mot Spanien, såsom den engelska besegringen av den spanska armadan år 1588 och erövringen av Cadiz av Robert Devereux, 2:e earl av Essex år 1597, och även marockanska framgångar mot Spanien vid slaget vid Ksar El Kebir år 1578. Uppmuntrad av dessa framgångar bestämde sig Ahmad al-Mansur för att sända en ambassad för att föreslå en gemensam invasion av Spanien. Abd el-Ouahed ben Messaoud ackompanjerades av al Haji Messa och al Haji Bahanet, såväl som en tolk vid namn Abd el-Dodar, en andalusiskfödd person under täckmantel av ett handelsuppdrag till Aleppo med ett stopp i London. Tillsammans utgjordes ambassaden av 16 personer, inklusive några fångar som returnerades till England, och seglade på The Eagle under Robert Kitchen. Han nådde Dover den 8 augusti 1600.
Abd el-Ouahed ben Messaoud tillbringade sex månader vid Elisabets hov för att förhandla fram en allians mot Spanien. Abd el-Ouahed ben Messaoud talade lite spanska, men han kommunicerade med drottningen genom sin tolk som talade italienska. De träffade drottningen den 19 augusti, och igen den 10 september. Det har föreslagits att Abd el-Ouahed ben Messaoud inspirerade William Shakespeares moriska hjälte Othello.